# Флуминимађоре
Флуминимађоре је насеље у Италији у округу Карбонија-Иглесијас, региону Сардинија.
Према процени из 2011. у насељу је живело 2812 становника. Насеље се налази на надморској висини од 79 м.

## Становништво
Према резултатима пописа становништва 2011. у општини је живело 2.966 становника.
| 1951. | 1961. | 1971. | 1981. | 1991. | 2001. | 2011. |
| ----- | ----- | ----- | ----- | ----- | ----- | ----- |
| 3.820 | 4.067 | 3.690 | 3.357 | 3.241 | 3.134 | 2.966 |